# یکای جرم اتمی
یکای (واحد) جرم اتمی (به انگلیسی: unified atomic mass unit) یا دالتون (به انگلیسی: dalton، نماد Da) که معمولاً به‌طور مختصر به‌شکل amu یا u نوشته می‌شود یک یکای اندازه‌گیری جِرم در مقیاس‌های اتمی و مولکولی است. این یکا به‌صورت یک‌دوازدهم جرم اتم خنثی کربن-۱۲ که در حالت پایه و در حال سکون قرار دارد تعریف می‌شود و برابر با ۱٫۶۶۰۵۳۹۰۶۶۶۰(۵۰)×۱۰−۲۷ kg  است. این یکا تقریباً با جرم یک نوترون یا یک پروتون برابر است و این تفاوت مقدار نیز به‌دلیل تفاوت جرمی است که به انرژی بستگی هسته‌ای تبدیل می‌شود.